# Dresszkód

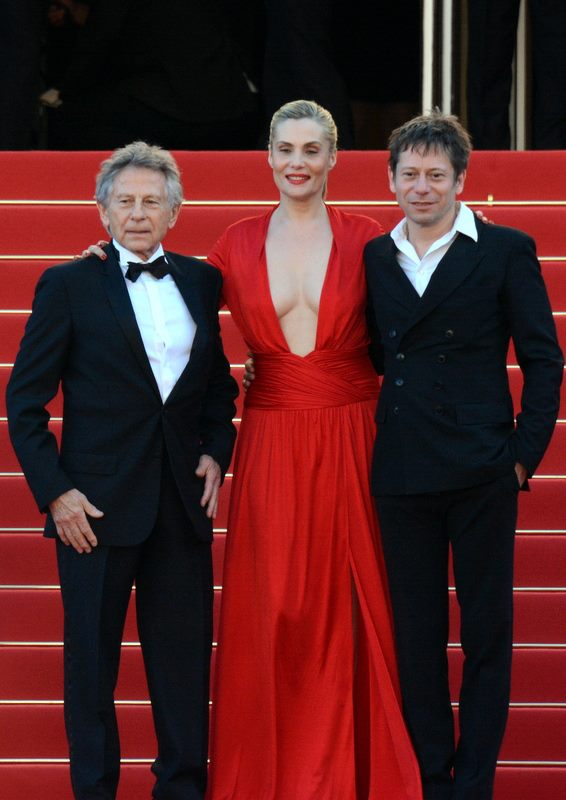
A Cannes-i Filmfesztivál öltözködési szabályai szerint a férfiaknak szmokingot, a nőknek pedig nagyestélyit és magas sarkú cipőt kell viselniük (Roman Polański, Emmanuelle Seigner és Mathieu Amalric, 2013)

A dresszkód (dress code) öltözködési szabályrendszer. A különböző társadalmakban, csoportokban és időkben jelentősen változó. Szimbolikusan jelzi az adott dresszkódnak megfelelő öltözetet viselő személyek társadalmi hovatartozását, kulturális identitását, a kényelemhez való hozzáállását, a hagyományait, politikai vagy vallási hovatartozását. Lehetővé teszi az egyének számára, hogy mások viselkedését jónak vagy rossznak tekintsék abból a szempontból, ahogyan ruházatukkal kifejezik magukat.
A 20. század második felében és ritkábban később is fontos dresszkód volt a black tie, ami a nevétől eltérően nem fekete nyakkendőt, hanem szmokingot írt elő (fekete csokornyakkendővel), illetve a white tie, ami a frakkviseletet (fehér csokornyakkendővel) jelentette. A nők részéről ezekhez a nagyestélyi viselet illett, azaz földig érő ruha és magassarkú cipő.

## Története

### Európa
A 7. századtól a 9. századig az európai királyok és nemesek öltözködési kódot használtak, hogy megkülönböztessék magukat más emberektől. Általában minden osztály ugyanazt a ruhát viselte, bár a társadalmi hierarchia közötti különbségek a díszített ruhadarabok révén kezdtek észrevehetőbbé válni. A parasztok és a munkásosztály által viselt általános ruhadarabok közé tartoztak a sima tunikák, köpenyek, kabátok, nadrágok és cipők. Rang szerint díszekkel ékítették a tunika gallérját, a derekát vagy a szegélyét. Amint James Planché állítja, ezekre a díszítésekre példa volt: „arany és ezüst láncok és keresztek, arany, ezüst vagy elefántcsont karkötők, arany és ékköves övek, borostyánfüzérek és más gyöngyök, gyűrűk, brossok és csatok”. A nemesség általában hosszabb tunikát viselt, mint az alacsonyabb társadalmi osztályok.
Míg a modern európaiak öltözködési szabályai kevésbé szigorúak, van néhány kivétel. Lehetőség van bizonyos típusú ruházat betiltására a munkahelyen, erre példa az Európai Bíróság ítélete, miszerint „törvényes lehet az iszlám fejkendők munkahelyi betiltása”.

### Amerika
A Csendes-óceán északnyugati partjának bennszülött népei összetett társadalmi hierarchiával rendelkeztek, amely rabszolgákból, közemberekből és nemesekből állt, és az öltözködési szabályok jelezték ezeket a társadalmi különbségeket. John R. Jewitt, egy angol, aki emlékiratot írt a Nuu-chah-nulth nép fogságában eltöltött 1802–1805-ös éveiről, leírja, hogy egy ideig ott élve Maquinna és a főnökök úgy döntöttek, hogy most „közülük valónak kell tekinteni, és meg kell felelnie a szokásaiknak”. Jewitt nehezményezte ezt az öltözködési kódot, és nagyon hidegnek találta a bő, szabatlan ruhadarabokat, és egy későbbi betegséget tulajdonított nekik, amelybe majdnem belehalt. Nem vágathatta le a haját, és úgy kellett kifestenie az arcát és a testét, ahogy egy Nootka tenné. 
A 20. század elején az informális viselet számos társadalmi környezetben, így a munkahelyeken, az éttermekben, az utazásokon és a moziban volt a norma. Az 1950-es években az alkalmi viselet számos ilyen környezetben előtérbe került, de az informális viselet továbbra is domináns maradt a munkahelyeken és a templomokban. Az 1980-as évektől kezdődően a Szilícium-völgy technológiai vállalatai kidolgozták az üzleti alkalmi öltözködési kódot, amely része volt annak a szélesebb szervezeti kultúrának, amely a hatékonyságot hangsúlyozta az illendőség helyett. Manapság a hétköznapi viselet a szabvány a technológiai iparban, erre példaként szolgálnak olyan technológiai vezetők, mint Steve Jobs és Mark Zuckerberg.
Az észak-amerikai középiskolákban a lányok divatja a huszadik század végén kezdett feltűnőbb lenni, ideértve az olyan ruházatot, mint az alacsony emelkedésű farmer, a felfedő felsők, a miniszoknyák és a spagettipántok. Mivel ezek az új stílusok megjelentek az iskolákban, az öltözködési szabályok bizonyos esetekben szigorúbbá váltak.
Az észak-amerikai középiskolákban alkalmazott öltözködési szabályok általában olyan teszteket eredményeztek, amelyek meghatározták, hogy a szoknya vagy a rövidnadrág elég hosszú-e. Egy közös tesztet használnának a tanulók rövidnadrágjának/szoknyájának megfelelő hosszának mérésére. Ha egy diák ujjai túlnyúltak a ruházatán, akkor a ruházat az iskolai öltözködési szabályzat megsértésének minősült.

### Muszlim világ
Az i.sz. hetedik században alapított iszlám szabályokat határozott meg a férfiak és a nők nyilvános öltözködésére vonatkozóan. Férfiaknak tilos arany díszeket és selyemruhákat hordani, mivel luxus jellegűek, de nők számára megengedettek. A férfiaknak az ihram ruházatot is viselniük kell a haddzson, vagyis az éves mekkai zarándoklaton.
A hidzsáb általában különféle fejfedőkre utal, amelyeket egyes muszlim nők hagyományosan viselnek, leggyakrabban a fej köré tekert fejkendőt, amely eltakarja a hajat, a nyakat és a füleket, de az arcot láthatóvá teszi. A hidzsáb használata az 1970-es évek óta világszerte növekszik, és sok muszlim szerint a szerénység és a hit kifejezése. Az iszlám vallástudósok egyetértenek abban, hogy a fej eltakarása kötelező vagy előnyben részesített, bár egyes muszlim tudósok és aktivisták azzal érvelnek, hogy ez nem kötelező.

### Indiai szubkontinens
{A szikhizmus, amelyet az indiai szubkontinensen a tizenötödik század végén alapítottak, szintén megköveteli az öltözködési szabályokat.

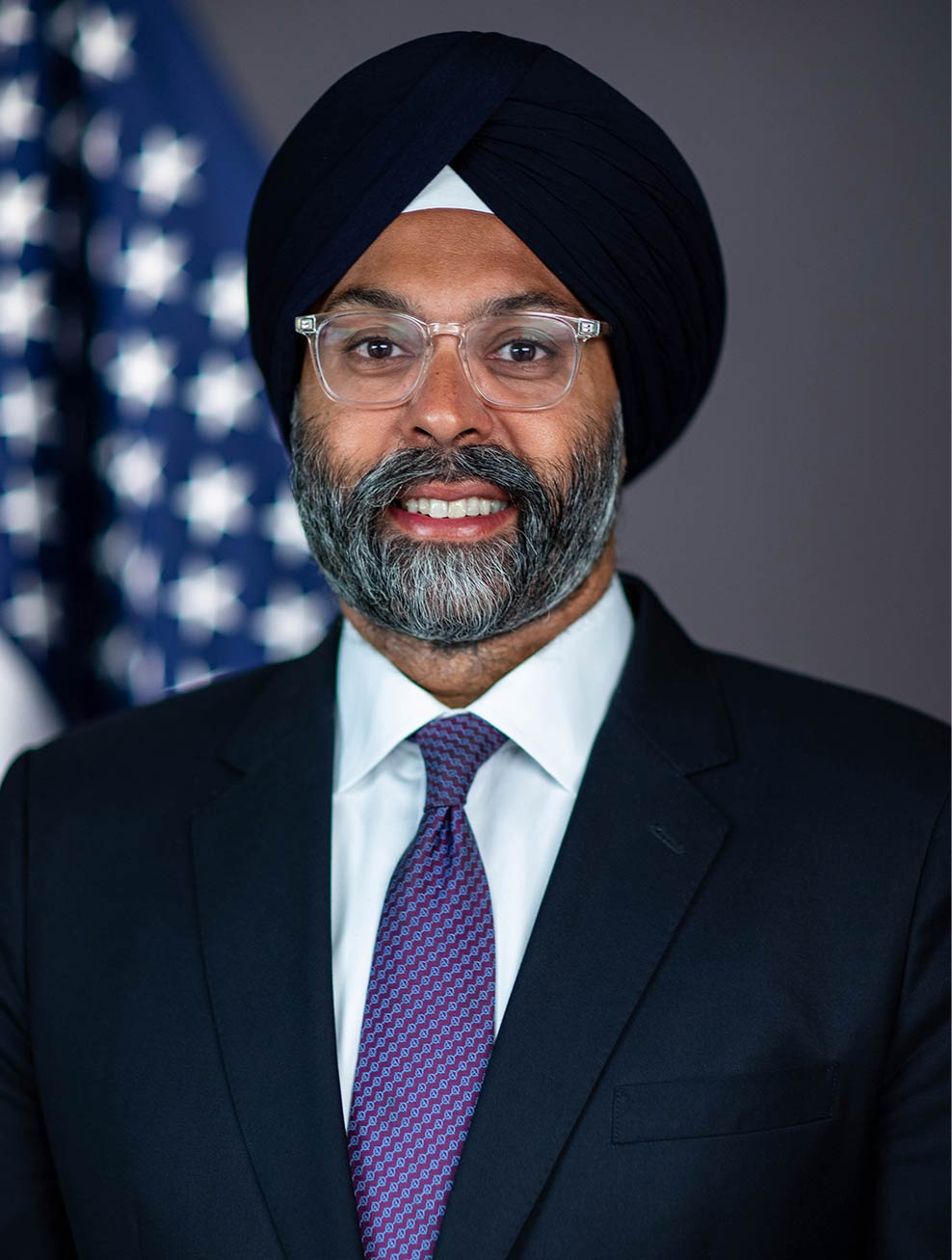
Gurbir Grewal, az Egyesült Államok Értékpapír- és Tőzsdefelügyeletének tagja

Azok a szikh férfiak, akik a Khalsa tagjai, kötelesek mindenkor turbánt viselni. Néhányuk Észak-Amerikában nem turbánt, hanem csomóba vagy lófarokba kötött hajukat viselik.

## Törvények és társadalmi normák
A ruházattal kapcsolatos kulturális értékek, normák és törvények helyenként változhatnak.
Például a meztelenség elfogadható mértéke a helytől függően változik. Új-Guineában és Vanuatuban vannak olyan területek, ahol a férfiaknál megszokott, hogy a nyilvános helyeken csak péniszhüvelyt viselnek, míg a nők szálas szoknyát. Bali távoli területein a nők félmeztelenül válhatnak, ami kevésbé gyakori több nyugati országban.
A legtöbb nyugati országban általában nincsenek szabályok az adott ruházatra vonatkozóan a legtöbb nyilvános forgatókönyvben, hanem csak privát szabályok vannak.
Sok országban a szmoking vagy a vacsorakabát és a fekete nadrág nem jellemző a hivatalos alkalmakra. Inkább a bennszülött viseletet részesítik előnyben, vagy akár diktálják is, például a Barong Tagalog férfiaknak és a Filipiniana a nőknek a Fülöp-szigeteken, a kilt Skóciában és a Kinte ruhaviselet Nigériában.

## Privát öltözködési szabályok

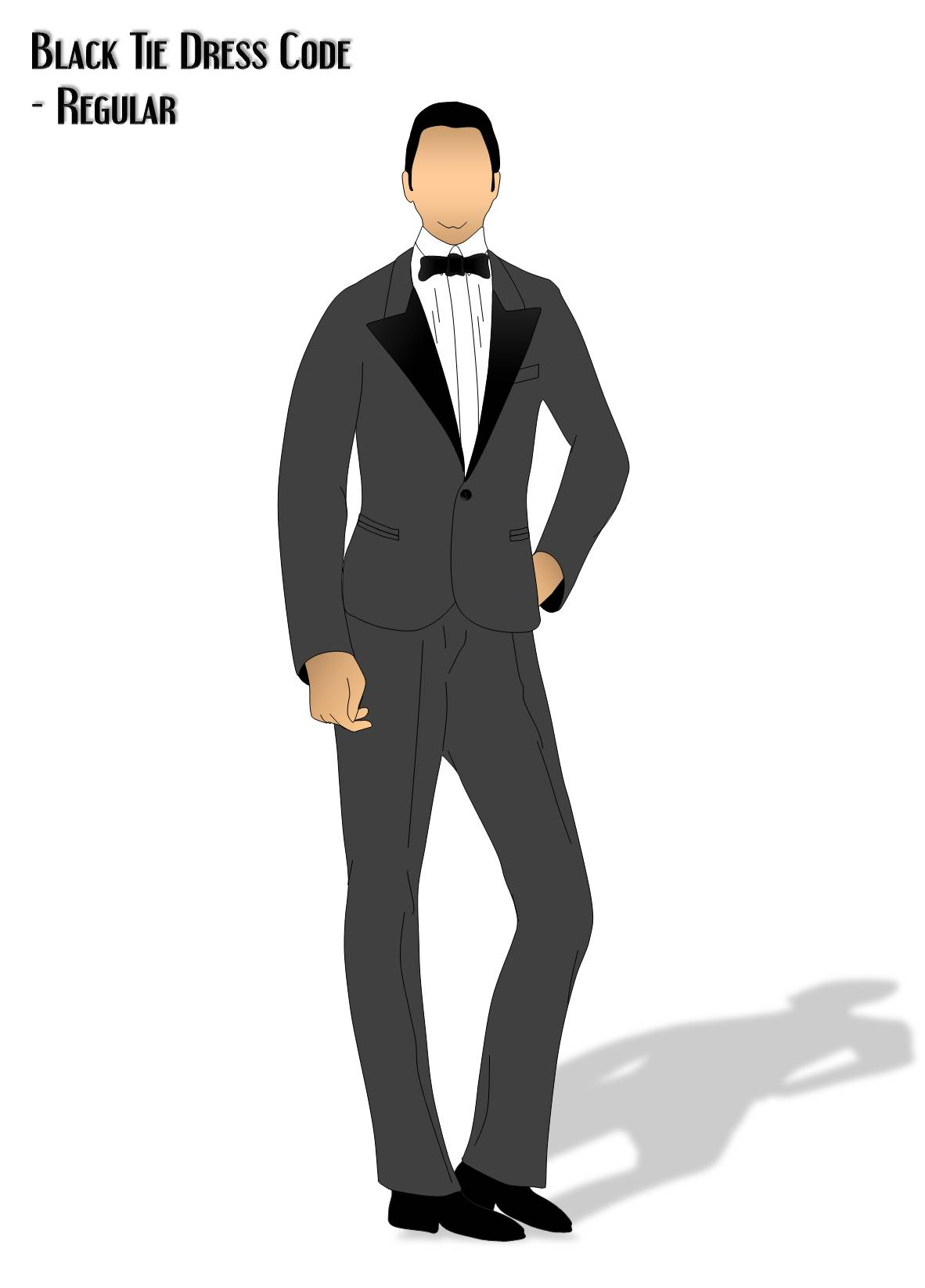
A black tie (fekete nyakkendő) szabvány

Sok helyen saját öltözködési szabályok vannak; ezek a szervezetek ragaszkodhatnak bizonyos öltözködési szabályokhoz vagy szabványokhoz bizonyos helyzetekben, például esküvők, temetések, vallási összejövetelek stb. alkalmával.

### Munkahely

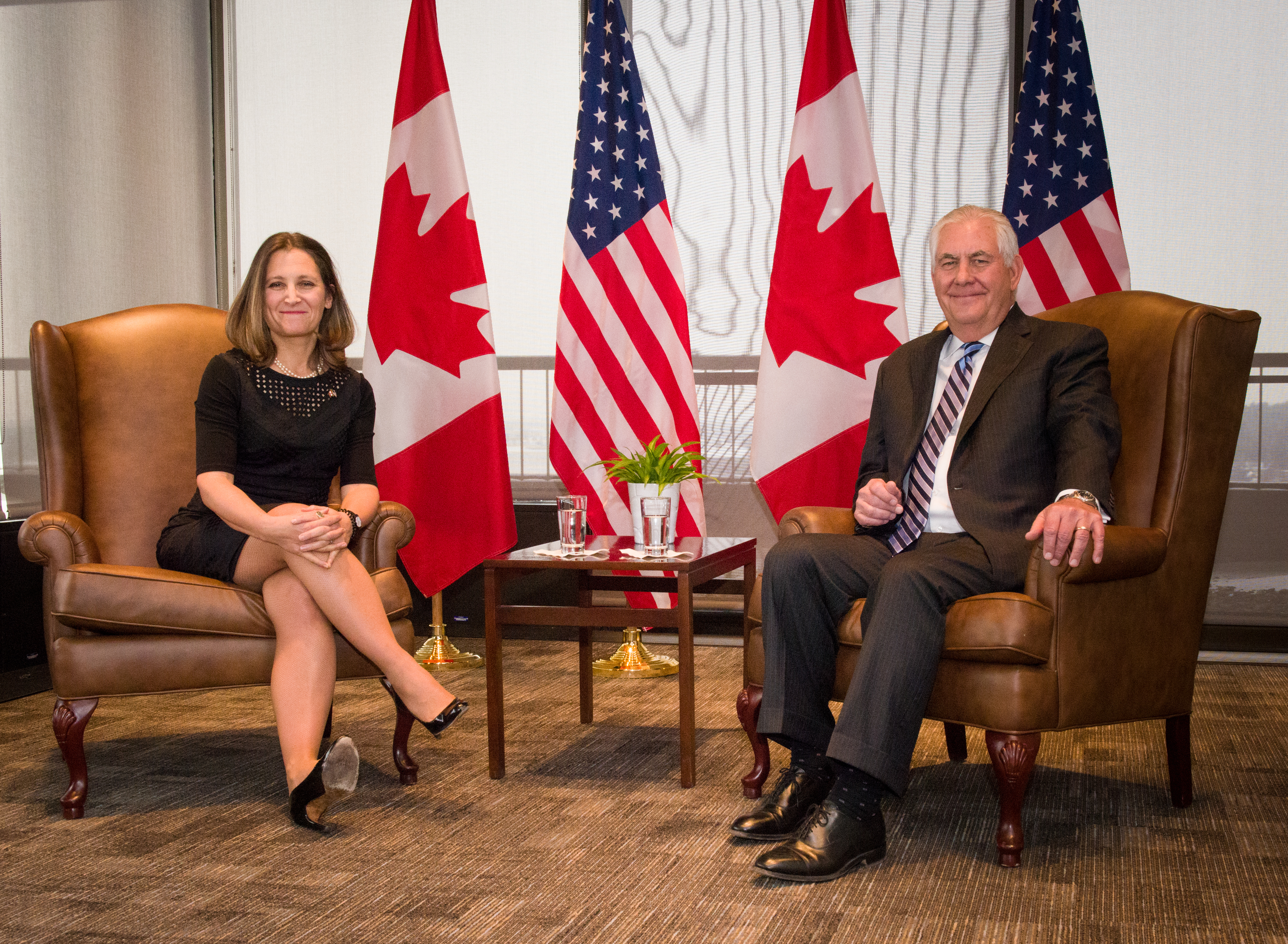
Chrystia Freeland kanadai miniszterelnök-helyettesnő és Rex Tillerson amerikai külügyminiszter nyugati öltözékben egy találkozón

Az alkalmazottaknak időnként egyenruhát vagy bizonyos normáknak megfelelő öltözéket kell viselniük, például öltönyt és nyakkendőt. Ez bizonyos helyzetektől függhet, például ha várhatóan kapcsolatba lépnek az ügyfelekkel. (Lásd még: Nemzetközi standard üzleti öltözék.)
A nyugati országokban ezek az irányelvek iparáganként változnak. Az ügyvédek, bankárok és vezetők gyakran viselnek öltönyt és nyakkendőt, fekete cipővel és övvel, míg az alkalmi viselet gyakoribb a technológiai iparban. Egyes vállalkozások megjegyzik, hogy a diszkriminációellenes törvények korlátozzák a megfelelő és nem megfelelő munkahelyi ruházat meghatározását. A munkahelyen a férfiak és nők eltérő öltözködésének előírása megkérdőjelezhető, mivel a nemekre vonatkozó öltözködési szabályok egy nemen alapulnának, és sztereotipikusnak tekinthetők. A legtöbb vállalkozásnak joga van meghatározni, hogy milyen munkahelyi ruházatot várhat el dolgozóitól. Általában egy gondosan megtervezett, következetesen alkalmazott öltözködési kód nem sérti a diszkriminációellenes törvényeket. Mindaddig, amíg az öltözködési kód nem részesíti előnyben az egyik nemet a másikkal szemben, a törvény általában elfogadható, hogy a munkáltatók egyéni öltözködési szabályokat alkalmazzanak.
Az Egyesült Államokban törvényes a munkaadók számára, hogy megköveteljék a nőktől a smink viselését, és megtiltsák a férfiaknak a smink viselését. Azzal érveltek, hogy egy ilyen megkülönböztetés az öltözködési kódexben nem diszkriminatív, mivel mindkét nemnek vannak szabályai a megjelenésükkel kapcsolatban. Egy fontos bírósági ügy, amely az Egyesült Államokban történt, a Jespersen kontra Harrah's Operating Co. volt, amely lehetővé tette, hogy egy munkahely megkövetelje a női alkalmazottak sminkelését, míg férfi kollégáiknak ezt megtiltották. Darlene Jespersen több mint 20 évig dolgozott a Harrah's Casinóban, és úgy találta, hogy a smink és az öltözködési kód nemcsak elérhetetlen, de megalázó is. Jespersen úgy találta, hogy a „Személyes legjobb” irányelv nem felel meg természetes megjelenésének, mivel teljes arc sminket igényel, beleértve az alapozót, púdert, pirosítót, szempillaspirált és rúzst. Jespersen kijelentette, hogy ez a politika „kényszerítette őt, hogy… szexuális tárgyként 'lebabázza", és... elvitte a hitelességét egyénként és személyként." Az ellenzékben a Harrah's Casinóban dolgozó férfiaknak megtiltották a smink, körömlakk és más hagyományosan női öltözék viselését. Kozinski bíró azzal érvelt, hogy a hipernőiesség olyan teher, amelyet csak a női alkalmazottak szenvedtek el. Kozinski kijelentette, hogy az idő, az erőfeszítés és a költség inkább akadályt jelentett, mint hogy megtiltották a sminkviselést. Azonban ezen erőfeszítések ellenére az ítéletben az a döntés született, hogy a nőkre nem hárul nagyobb teher az öltözködési kódexben, de két bíró nem értett egyet, és azzal érvelt, hogy a sminkelés több időt és pénzt igényel, és a szexuális sztereotípiák azért fordulnak elő, mert a nők csupasz arcát kevésbé tartják kívánatosnak.

#### New Jersey BorgataBabes-ügy
New Jersey-ben huszonegy nő perelte be a Borgata Casino Hotel &amp; Spa-t, amiért arra kötelezték őket, hogy fogyjanak, és egy bizonyos méret alatt maradjanak munkahelyük megtartása érdekében. A nők azzal érveltek, hogy a vezetőség kineveti őket a súlygyarapodás miatt, még akkor is, ha terhesek. Az ügyet New Jerseyben elutasították, mert a BorgataBabes program megkövetelte, hogy a férfiaknak és a nőknek is megőrizzenek bizonyos testformákat és méreteket. A „BorgataBabes szerződésben vállalták, hogy betartják ezeket a szigorú személyes megjelenési és magatartási előírásokat.” 2016-ban a Legfelsőbb Bíróság bírája, Nelson Johnson elutasította a kereseteket, mert a megjelenési normák törvényesek voltak. Azt is elhatározta, hogy a nők visszatérhetnek a bírósághoz a vezetés által teremtett ellenséges környezetre vonatkozó állításaik miatt.

#### Doe kontra Boeing Corporation(1993)
Doe, egy transznemű személy, aki megkezdte a nemi átmenetet, azt találta, hogy a Boeing Corporation mérnöki vállalatnál dolgozó felettesei nem voltak hajlandók együttműködni abban, hogy nőies ruhát viseljen a munkahelyén. Figyelmeztették, nehogy „nyilvánvalóan nőies ruházatot, például ruhát, szoknyát vagy fodros blúzt" viseljen, és ne használja a női mosdót. Ez még azután is megtörtént, hogy tanácsadója azt javasolta, hogy a nőies ruhák viselése segítsen az átmenetben. Főnökei néhány figyelmeztetése után Doe rózsaszín nadrágkosztümben jelent meg a munkahelyén, majd elbocsátották az öltözködési szabályzat megsértése miatt. Ez jogi lépésekre késztette Doe-t. A Washington állam legfelsőbb bírósága végül helybenhagyta a Boeing döntését, és kijelentette, hogy a cégnek joga van meghatározni, hogy milyen a női identitás munka közben.

#### Egyenlő Foglalkoztatási Esélyek Bizottság kontra RG &GR Harris Funeral Homes, Inc.
Aimee Stephens, egy transznemű nő, az RG &amp;. GR Harris Funeral Homes, és eredetileg sztereotip férfinak öltözött a temetkezési vállalat férfi öltözékét követve, de Stephens át akart térni a női öltözékre, hogy jobban megfeleljen nemi identitásának. Thomas Rost, a ravatalozó tulajdonosa elbocsátotta Stephenst, amiért nem férfiként mutatkozott, és nőnek öltözött. Stephens pert indított az Egyenlő Foglalkoztatási Esélyek Bizottságánál, amelyben kijelentette, hogy nemi és gender alapú diszkrimináció történt, de a kerületi bíróság a temetkezési vállalat oldalára állt. kimondva, hogy „a transznemű státusz a VII. cím értelmében nem védett tulajdonság”. A hatodik körzeti fellebbviteli bíróság kimondta, hogy Stephenst nemi megkülönböztetés miatt jogtalanul bocsátották el, ami védi a transzneműeket. Az Egyesült Államok Legfelsőbb Bírósága 2020-ban úgy döntött, hogy nemi alapú diszkrimináció, ha valakit homoszexuálisa vagy transzneműsége miatt kirúgnak.

#### A KORONA törvény
A CROWN törvény, amely a „tiszteletteljes és nyitott világ létrehozása a természetes haj számára” kifejezést jelenti, egy kaliforniai törvény, amely megtiltja az iskolában és a munkahelyen a haj stílusa vagy textúrája alapján történő megkülönböztetést. Az szabályt 2019-ben hozta létre a Dove és a CROWN Coalition, Holly J. Mitchel kaliforniai állam szenátorával együttműködve. A Dove által a fekete nőkkel szembeni munkahelyi diszkrimináció mértékének feltárására végzett tanulmány után az adatokat a tudatosság terjesztésére és a meghozandó törvény megváltoztatására használták. A CROWN továbbra is harcol ezért az ügyért, egy 2023-ban végzett közelmúltbeli munkatanulmány szerint, amely feltárta, hogy a haj szerkezetét illetően továbbra is diszkrimináció uralkodik. 2023 júniusáig az Egyesült Államok 23 államában léptették életbe a CROWN törvényt.

### Ünnepi viselet
A nyugati országokban a „formális" öltözködési kód általában férfiaknál zakót, nőknél estélyi ruhát jelent. A legformálisabb öltözködési kód az egész alakos bál vagy estélyi ruha estélyi kesztyűvel nőknek és férfiaknak fehér nyakkendő, amelyhez frakk is tartozik.
A „félig formális" definíciója sokkal kevésbé pontos, de jellemzően férfi estélyi zakót és nyakkendőt (black tie szmokingöltönyként ismert), nőknek pedig kisestélyi ruhát jelent. A fodros vagy mintás fehér ing formálisabbnak számít, mint egy sima fehér vagy fekete ing, a fekete csokornyakkendő pedig formálisabb, mint egy sima fekete nyakkendő, de mindegyik megfelelőnek volt tekinthető a gálától vagy esküvőtől függően a XX. században.
Az „üzleti alkalmi" általában azt jelenti, hogy ne viseljen nyakkendőt vagy öltönyt, hanem galléros inget és nadrágot (nem feketét, hanem lazábbat, akár kordbársonyt is).
Az „alkalmi" általában csak a törzs, a láb és a cipő ruházatát jelenti.
A „Wedding Casual” egy újabb öltözködési módot határoz meg, ahol a vendégek tiszteletteljesen, de nem feltétlenül divatosan öltözködnek. A 21. századi esküvők általában színesebb ruhákat alkalmaznak, mint a múltban. Az etnikailag megfelelő jelmezeket is gyakran viselik, mint például a kilt, turbán, barong tagalog, szári vagy kinte ruha.

### Üzleti alkalmi
Az üzleti alkalmi ruha egy népszerű munkahelyi öltözködési kód, amely az 1990-es években jelent meg a fehérgalléros munkahelyeken a nyugati országokban, különösen az Egyesült Államokban és Kanadában. Sok információtechnológiai vállalkozás a Szilícium-völgyben korán alkalmazta ezt az öltözködési kódot. A hivatalos üzleti viseletekkel, például öltönyökkel és nyakkendőkkel (nemzetközi szabványos üzleti öltözék) ellentétben az üzleti alkalmi öltözködési kódnak nincs általánosan elfogadott meghatározása; értelmezése igen eltérő a szervezetek között, és gyakran okoz zavart a dolgozókban.
A Monster.com álláskereső ezt a definíciót kínálja: „Általában az üzleti hétköznapok azt jelentik, hogy professzionálisan öltözködik, fesztelenül néz ki, ugyanakkor ügyes és összeszedett." Egy pragmatikusabb meghatározás szerint az üzleti alkalmi ruha a középső helyet jelenti a hivatalos üzleti ruhák és az utcai ruhák között. A nyakkendők általában nem tartoznak az üzleti alkalmi ruhák közé, kivéve, ha nem hagyományos módon viselik őket. A farmer ruházat elfogadhatósága változó – egyes vállalkozások hanyagnak és informálisnak tartják őket.

### Íratlan szabályok
Mivel az öltözködési kódok gyakran íratlanok és kimondatlanok, egyes neurodivergens embereknek nehézséget okoz a különleges események kódjainak megértése, megtalálása, vásárlása és a megfelelő öltözködés.

## Oktatási rendszer
A világ számos iskolájában alkalmaznak öltözködési szabályokat, hogy megakadályozzák a diákokat abban, hogy nem megfelelő ruházatot viseljenek az iskolában, és úgy gondolták, hogy ez segít egy biztonságosabb és professzionálisabb környezet kialakításában.

### Az Egyesült Államok oktatása
1996-ban Bill Clinton akkori amerikai elnök bejelentette, hogy támogatja az iskolai egyenruha ötletét, és kijelentette: „Az iskolai egyenruha az egyik lépés, amely segíthet megtörni az erőszak, az iskolakerülés és a rendetlenség körforgását azáltal, hogy segít a fiatal diákoknak megérteni, hogy valójában milyen emberekről van szó." Az Egyesült Államok számos iskolai körzete átvette az ötletet. Mind a 70, körülbelül 60 000 diákot számláló iskola iskolai egyenruhára váltott. 
Több iskolában egyenruhát használtak a tanulók megfelelő öltözködésének megtanítására, és esetenként ez bevált, és csökkentette a zavaró tényezőket az oktatási rendszerekben. Az iskolai egyenruhának számos más célja is van: a társadalmi normáknak való megfelelés megteremtésére, az iskolai szellem növelésére, a kortársak zaklatásának csökkentésére és a társadalmi-gazdasági osztályon alapuló diszkrimináció megelőzése.
Az egyik gyakori kritika az iskolai öltözködési szabályokkal kapcsolatban az Egyesült Államokban, hogy sérti a diákok önkifejezési jogát. Sok bírósági eljárás indult az iskolai öltözködéssel kapcsolatban, az első a Tinker kontra Des Moines Independent Community School District, amelyben fekete karszalagot viselő diákok vettek részt a vietnami háború elleni tiltakozásul.
Az oktatási rendszeren belül a Szövetség támogatja a professzionális öltözködési előírásokat minden tanár számára. 

#### Az öltözködési szabályok megsértése
A „kommunikatív" öltözködési szabályok olyan megsértése, ahol a ruházat gyűlöletre, erőszakra, bandához tartozásra stb. utal. Azokban az esetekben, amikor az állami iskolarendszerek öltözködési szabályait megsértették a nem kommunikatív ruházattal, a bíróságok ismételten legitimálják az öltözködési szabályok nemi alapú megkülönböztetését. A transznemű populációk közül a nemi alapú öltözködési szabályokat elsősorban azokkal szemben alkalmazzák, akik még nem léptek át a másik nembe.
Az öltözködési szabályok megsértése az iskolai tiltakozások témájává vált, például egy torontói középiskolában, ahol azután tiltakoztak, hogy egy diákot megbüntettek felsőruházata miatt. Több iskola diákjai tiltakoztak a nemi alapú diszkrimináció ellen az öltözködési szabályok alkalmazása során.

#### Öltözködési visszahatás
Észak-Amerika iskoláiban bizonyos öltözködési korlátozásokat a szexista normák állandósításával vádolnak. 2014 márciusában egy csoport középiskolás lány Evanstonból (Illinois) tiltakozott iskolájuk öltözködési szabályai ellen, amely megtiltotta nekik, hogy leggingset viseljenek az iskolába azzal az ürüggyel, hogy az „túl zavaró a fiúk számára”. A tizenhárom éves Sophie Hasty diáklányt idézte az Evanston Review, és azt mondta, hogy „az, hogy nem hordhatok leggingseket, mert „túl zavaró a fiúk számára", azt a benyomást kelti bennünk, hogy bűnösnek kell lennünk azért, amit a srácok tesznek." A Time magazin az esetről szóló cikkében Eliana Dockterman azzal érvelt, hogy ezekben az iskolákban a tanárok és az adminisztráció „az öltözködési szabályok betartatása és a szajhaszégyenkezés közötti finom határvonalat járják”. 
Úgy tűnik, hogy az iskolai öltözködési szabályok a fiatal lányokkal szemben is elfogultak. Az Objectification Study on High School Girls című kutatási cikk interjúkat készített középiskolás lányokkal, egyikük a következőket írta le: „Ha [fiúk] ujjatlan kosárlabda mezt viselnek, az nem fedi teljesen a vállukat. Általában nem hívják ki ezért a lányokat. De nem a srácok azok, akikre figyelnek, szóval elterelődnek a srácok. ne hidd, hogy a lányok elvonják a figyelmüket a fiúk vállától.
2014. szeptember 22-én, hétfőn „körülbelül 100 diák távozott a utahi dél-jordániai Bingham középiskolából" miután több mint egy tucat lányt visszautasítottak egy hazatáncoló táncról, mert olyan ruhákat viseltek, amelyek megsértették az öltözködési szabályzatot. „Az iskola dolgozói állítólag a falhoz állítottak két tucatnyi lányt érkezésükkor, mert olyan ruháik voltak, amelyek állítólag túl sok bőrt mutattak, amivel megsértették a szabályokat." Úgy gondolják, hogy ez a cselekmény kínos és megalázó volt a diáklányokkal szemben, ami miatt kivonultak tüntetni.
2021 augusztusában az egyik diák édesanyja bírálta lánya iskoláját, amiért továbbra is betartatta a lányok ruházati korlátozását, miközben lehetővé tette a diákok számára, hogy a Covid19 világjárvány idején lemondjanak a maszkviselésről.
Több diáknál is előfordult már több probléma az öltözködési szabályok megsértése miatt, például egy 15 éves lánynál, aki az Edmonton Gimnáziumba járt: kitiltották az iskolából, mert kékre festette a haját, ennek eredményeként a lány beperelte az igazgatóját diszkrimináció miatt. Egy másik esetben egy 16 éves lányt küldtek haza, mert nem volt hajlandó kivenni a szemöldökgyűrűjét.

### Kanadai oktatás

#### Öltözködési visszahatás
Egy kanadai tinédzsert, Lauren Wigginst 2015 májusában vették őrizetbe, mert földig érő ruhát viselt dekoltázssal. A büntetés arra késztette Wigginst, hogy nyílt levelet írjon az iskola igazgatóhelyettesének a New Brunswick állambeli Monctonban, a Harrison Trimble High Schoolban. A levélben Wiggins kifejezetten arra a tényre koncentrált, hogy a nőket gyakran hibáztatják a férfiak viselkedéséért, mondván, hogy ha egy fiút „elterel a hátam és a vállam, akkor haza kell küldeni, és gyakorolnia kell az önuralmat". A levél megírása és benyújtása után egy nap felfüggesztést kapott. 
A kanadai Ontarióban történt néhány visszhangos incidens, amelyek során a lányokat hazaküldték, mert túl rövid sortnadrágot viseltek. A másik eset British Columbiában történt, ahol a diákokat arra utasították, hogy jó ízlésű és üzleti megjelenést mutató ruhákat viseljenek. Egy másik eset, amely British Columbiában történt, az volt, hogy egy fiatal nőt hazaküldtek a középiskolából, mert az igazgatója kijelentette, hogy az inge nem megfelelő a túlzott dekoltázs miatt. Ez csak néhány a sok eset közül, amelyek az öltözködési szabályok elleni visszhangot eredményeztek.

## Fordítás
- Ez a szócikk részben vagy egészben  a   Dress code című angol Wikipédia-szócikk fordításán alapul.  Az eredeti cikk szerkesztőit annak laptörténete sorolja fel. Ez a jelzés csupán a megfogalmazás eredetét és a szerzői jogokat jelzi, nem szolgál a cikkben szereplő információk forrásmegjelöléseként.

Pratt, Michael G. és Anat Rafaeli. „A szervezeti ruha mint a többrétegű társadalmi identitás szimbóluma." Academy of Management Journal, vol. 40, sz. 4, 1997, 862–898. ProQuest 199840879.